# Ryszard Damrosz

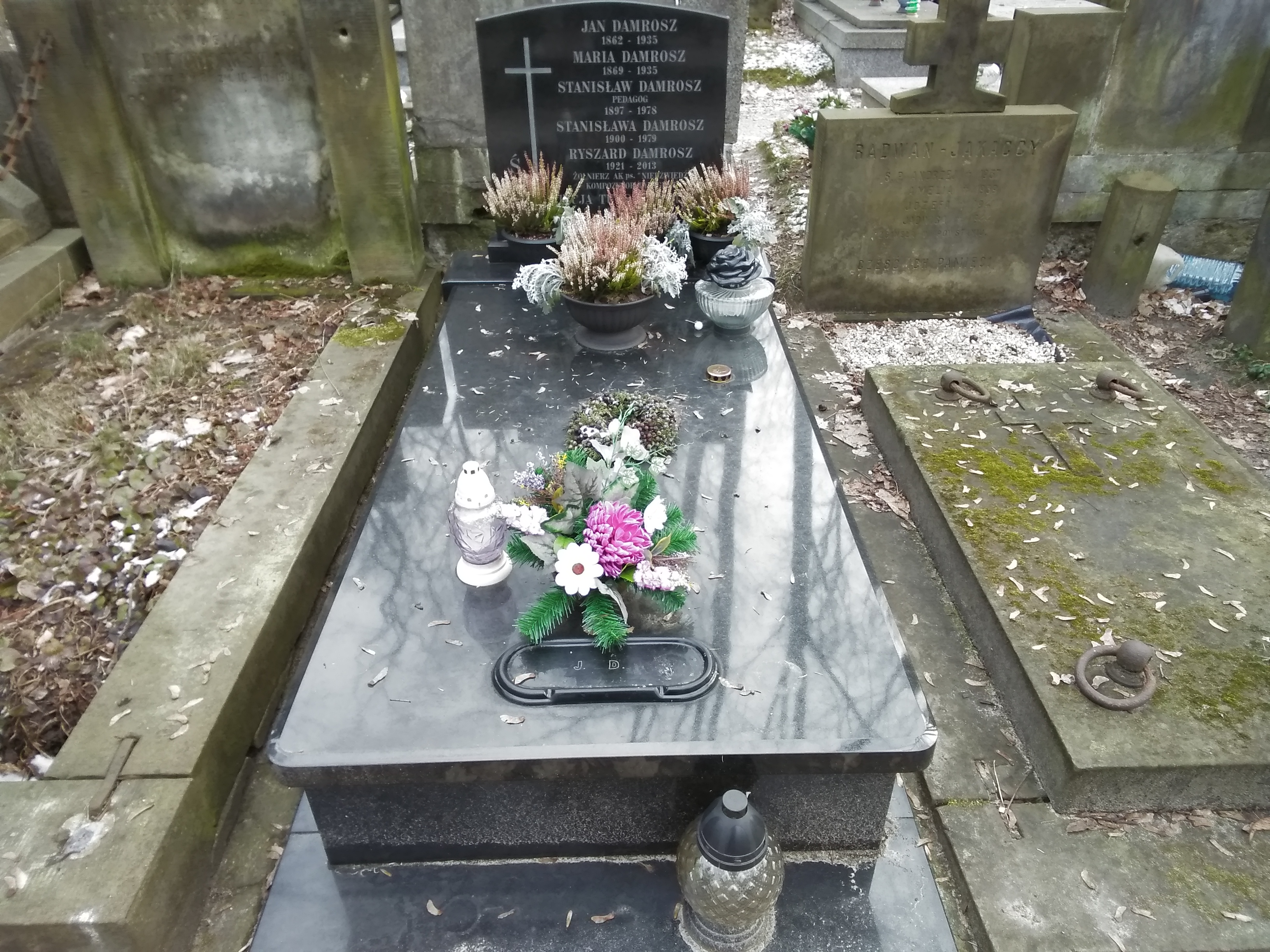
Grób Ryszarda Damrosza na cmentarzu Powązkowskim

Ryszard Damrosz (ur. 4 sierpnia 1921 w Milanówku, zm. 7 grudnia 2013 w Warszawie) – żołnierz AK, polski muzyk, kompozytor, aranżer, dyrygent i kierownik zespołów muzycznych.

## Życiorys
Podczas II wojny był żołnierzem Armii Krajowej, walczył w Okręgu Nowogródek na Wileńszczyźnie. Brał udział w akcji na Dworzyszcze (folwark na trasie Lida – Wilno, w którym stacjonował oddział żołnierzy niemieckich). 17 lipca 1944 był w Boguszach, gdzie oficerowie sztabu AK Okręgu Nowogródek i Wilno mieli omawiać z Rosjanami sprawę utworzenia oddziałów polskich przy Armii Radzieckiej. NKWD otoczyło miejsce spotkania, oficerowie polscy zostali rozbrojeni i aresztowani. Oprócz oficerów Rosjanie zatrzymali również pchor. UBK ps. „Niedźwiedź” Ryszarda Damrosza i kapelana UBK ps. „Oro”). Damrosz, wraz z tysiącami akowców, uwięziony został w specjalnie utworzonym obozie jenieckim (większość żołnierzy trafiła stamtąd do Kaługi, a potem do wyrębu lasów; wypuszczono ich dopiero w 1946).
Po powrocie do Polski, w latach 1947–1949 studiował na wydziale pedagogicznym w Państwowej Wyższej Szkole Muzycznej w Warszawie oraz kompozycję pod kierunkiem Piotra Rytla. Edukację muzyczną uzupełniał w Paryżu, gdzie w latach 1956–1958 kształcił się pod kierunkiem Dariusa Milhauda. W maju 1949 został pracownikiem Redakcji Muzycznej Polskiego Radia w Warszawie. Nieco później już komponował i pisał aranżacje dla orkiestry Jana Cajmera, a później też Stefana Rachonia. Zrezygnował z pracy w radiu, spodziewając się wymówienia (z uwagi na AK-owską przeszłość). Został kierownikiem muzycznym Teatru Syrena w Warszawie. Od 1953 kierował zespołem muzycznym, który oprócz własnych występów, nagrań radiowych i płytowych akompaniował też wielu polskim piosenkarzom.
W 1954 Estrada zleciła mu utworzenie zespołu muzycznego, który miał być pierwszą państwową orkiestrą wykonującą muzykę rozrywkową. Damrosz miał być organizatorem, a potem dyrektorem i dyrygentem. Zespół zaczął działać na początku 1956. Nadano mu nazwę Błękitny Jazz, a planowany wcześniej repertuar rozrywkowy został rozszerzony o standardy jazzowe. Główny debiut nastąpił w lutym 1956 w Sali Kongresowej PKiN w Warszawie. W czerwcu 1956 orkiestra Błękitny Jazz wyjechała na kilkumiesięczne tournée po ZSRR. Po powrocie do Polski Damrosz ujawnił nieprawidłową działalność pracowników Estrady zajmujących się finansami jego zespołu. Zaproponowano mu wkrótce wyjazd do Francji, w celu poznania tamtejszego rynku muzycznego. Po powrocie okazało się, że Błękitny Jazz został właściwie rozwiązany. Pozostałą grupą muzyków kierował dotychczasowy saksofonista Jan Walasek. Damroszowi zaproponowano stanowisko kierownika artystycznego, z którego jednak zrezygnował ponownie wyjeżdżając do Francji. Po powrocie otrzymał propozycję kierowania Zespołem Muzycznym Marynarki Wojennej (późniejszy Zespół Estradowy Marynarki Wojennej „Flotylla”). Od 1966 do 1970, a następnie w latach 1974–1981 był dyrygentem i kierownikiem muzycznym Teatru Muzycznego w Gdyni. W międzyczasie w latach 1970–1974 pracował jako dyrygent w Teatrze Muzycznym w Łodzi.
Zmarł w Warszawie, spoczywa na cmentarzu Powązkowskim (kwatera 263-6-9).

## Dyskografia (wybór)
- LP Piosenki Paryża Orkiestra Smyczkowa Ryszarda Damrosza, René Glaneau, Irena Malkiewicz (Polskie Nagrania „Muza” L 0034) 10", 1955
- LP Rendez-vous z Reną Rolską Rena Rolska, Ork. Taneczna Ryszarda Damrosza (PN Muza L 0304) 10"
- LP Wiązanka popularnych melodii tanecznych Orkiestra Ryszarda Damrosza (Pronit L 0306)
- LP Wspomnienia z Paryża René Glaneau, Orkiestra Ryszarda Damrosza (PN Muza L 0319)
- EP Orkiestra Ryszarda Damrosza (PN Muza N 0204)
- EP Włodzimierz Kotarba, Orkiestra Ryszarda Damrosza (PN Muza N 0247)
- EP Orkiestra Ryszarda Damrosza (Pronit N 0445)
- EP Orkiestra smyczkowa Ryszarda Damrosza (Veriton V 222),
- SP Orkiestra Ryszarda Damrosza (Pronit SP-13)
- SP Orkiestra Ryszarda Damrosza (Muza SP-16)
- SP Orkiestra smyczkowa Ryszarda Damrosza (ZND Muza 2400), 78 obr./min.
- SP Orkiestra smyczkowa Ryszarda Damrosza (ZND Muza 2486), 78 obr./min.
- SP Orkiestra smyczkowa Ryszarda Damrosza (Muza 2488), 78 obr./min.
- SP Orkiestra smyczkowa Ryszarda Damrosza (Muza 2519), 78 obr./min.
- SP Orkiestra Taneczna Ryszarda Damrosza, Leonard Jakubowski(b): W dobrym humorze / Na przekór (Muza 2582), 78 obr./min., 10-calowy
- SP Orkiestra Taneczna Ryszarda Damrosza/Orkiestra K. Turewicza, split (Muza 3024), 78 obr./min.
- SP Orkiestra Taneczna Ryszarda Damrosza (Muza 3336, Pronit 3336), 78 obr./min., 1960
- SP Rena Rolska, Jerzy Połomski, Orkiestra Taneczna Ryszarda Damrosza (PN Muza 3347), 78 obr./min., 1960

## Ordery i odznaczenia
- Krzyż Kawalerski Orderu Odrodzenia Polski (2007)[9]
- Krzyż Walecznych[10]
- Srebrny Medal „Zasłużony Kulturze Gloria Artis” (2006)[11]
- Medal ZAiKS-u (1998)[12]
- Odznaka ZAiKS-u (1993)[12]